# Fujifilm X-E4
La Fujifilm X-E4 és una càmera digital sense mirall amb estil de càmera telemètrica de Fujifilm. Aquesta, està dins la gamma de càmeres pensades per a fotògrafs entusiastes. Va ser llançada el març de 2021 i es va anunciar el 27 de gener de 2021 a l'X Summit Global 2021 juntament amb la càmera de mig format Fujifilm GFX 100S.
La càmera es fabrica en platejada i negre i el preu del cos és d'uns 900€, mentre que amb l'objectiu Fujinon 27mm f/2.8 WR el preu és de 1.050€.
El 2021 aquesta càmera, va substituir a la Fujifilm X-E3.
El setembre de 2022, els principals minoristes japonesos van començar a publicar la Fujifilm X-E4 com a discontinua.

## Característiques
La X-E4 és la càmera més petita de la sèrie de Fujifilm X, encara que pesa una mica més que la seva predecessora.
Aquesta incorpora un sensor X-Trans 4 de 26,1 megapíxels i un processador X-Processor 4. El sistema d'enfocament automàtic és el mateix que el de la Fujifilm X-T4, amb 425 punts AF i 0,02 segons de resposta.
La càmera consta d'una pantalla tàctil LCD orientable 180° per sobre de la càmera, donant així la possibilitat de disparar selfies. La càmera és capaç de gravar vídeos a 4K/30p i Full HD/240 fps.
Com moltes càmeres de Fujifilm, la X-E4 incorpora simulacions de pel·lícula, en aquest cas 18 diferents.

## Diferències respecte a la X-E3
La Fujifilm X-E4 és més prima que la X-E3 en un centímetre. A diferència de la seva predecessor, s'ha eliminat l'empunyadura a la nova càmera i també diversos botons de la part posterior, per així oferir major comoditat. També s'ha incorporat una nova pantalla, aquesta és d'1.620.000 píxels en lloc d'1.040.000 píxels i és orientable 180°.
En aquest model s'ha afegit el mode "Programa (P)", la primera de la sèrie X-E en incorporar-lo. Aquest mode, permet disparar automàticament per realitzar captures ràpides.
La més nova incorpora un processador renovat i un sensor més nou, el X-Trans CMOS 4. El sistema d'enfocament automàtic també ha canviat, s'han incorporat 100 punts AF més, fent així que la càmera tingui una resposta més ràpida a l'enfocament.
Al incorporar un sensor d'imatge nou, la càmera té un ISO natiu de 160, en lloc de 200 i pot arribar fins a 80 d'ISO, en lloc de 100. També pot disparar una ràfega de 20 fps, en lloc de 8 fps.
Amb vídeo les dues poden gravar en 4K a 60p però la més nova amb una taxa de bits de 200mbps. La X-E4 pot gravar Full HD a 240p en lloc de només els 60p de la X-E3.

## Premis
El 2022, aquesta càmera va guanyar el premi IF product design.

## Inclòs a la caixa
- Cos de la Fujifilm X-E4[16]
- Corretja per la càmera
- Bateria NP-W126S
- Tapa de la càmera
- Cable USB-C
- Adaptador auriculars (USB-C a Jack)
- Manual bàsic